# Regione di Assaba
La regione di Assaba (in arabo: ولاية العصابة) è una regione (wilaya) della Mauritania con capoluogo Kiffa.
La regione è suddivisa in 5 dipartimenti (moughataas):
- Barkewol
- Boumdeid
- Guerou
- Kankossa
- Kiffa